# Brillenflughund
Der Brillenflughund (Pteropus conspicillatus) ist eine in Nordaustralien vorkommende Art aus der Familie der Flughunde (Pteropodidae).

## Merkmale
Brillenflughunde zeichnen sich durch eine helle, brillenartige Fellzeichnung um die Augen herum aus. Ihr Fell ist dunkel bis manchmal schwarz, ebenso die Flügel. Die Spannweite liegt bei ungefähr einem Meter.

## Lebensweise
Brillenflughunde sind nachtaktiv. In der Dämmerung schwärmen sie auf Nahrungssuche aus und kehren vor Sonnenaufgang zu ihrem Lagerplatz („Camp“) zurück. Die Gruppen bestehen meist aus mehreren tausend Tieren, ihre Größe unterliegt aber starken saisonalen Schwankungen.
In den Regenwäldern Australiens spielt die Spezies eine übergeordnet wichtige Rolle als Verbreiter von Samen und Bestäuber von Blüten. Brillenflughunde transportieren die Fruchtsamen und auch Pollen über weite Entfernung und bieten damit dem Ökosystem eine besondere Verbreitungsmöglichkeit. Brillenflughunde werden als Schlüsselspezies (keystone species) angesehen.

## Verbreitung
Brillenflughunde kommen in Nordostaustralien (Queensland) zwischen Hinchinbrook Island und Cape York vor. Alle Kolonien liegen in einer Entfernung von maximal 6,5 km zum tropischen Regenwald. Hier finden sie ihr Futter, das hauptsächlich aus Früchten, aber auch aus Pollen besteht. Einige Kolonien sind auch in Neuguinea und benachbarten Inseln zu finden.
Laut Commonwealth Environment Protection and Biodiversity Conservation Act 1999 (Australien) sind Brillenflughunde als „verletzlich“ eingestuft. Sie sind bedroht durch Habitat-Verlust, Zeckenlähmung, Klimawandel und massenhaftes Töten durch die Aufseher in den Obstplantagen. Außerdem werden sie von den Aborigines als Nahrung angesehen; es ist jedoch nicht bekannt, wie sich die Jagd auf den Bestand der Brillenflughunde auswirkt. Insgesamt geht man momentan von ungefähr 100.000 Tieren aus, mit stark sinkendem Trend, jedes Jahr vermindert sich die Anzahl um einige tausend Tiere.